# أوركسترا فيينا الفيلهارمونية
أوركسترا فيينا الفيلهارمونية هي أوركسترا نمساوية تأسست في 1842 وتعتبر من أفضل أوركسترا في العالم.